# Sophie Menter

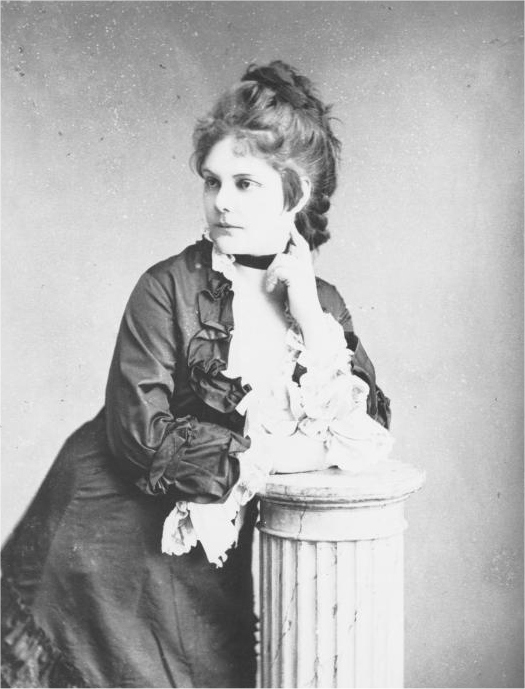
Sophie Menter. Fotografie von Josef Löwy 1875

Sophie Menter (später verheiratete Popper, * 29. Juli 1846 in München; † 23. Februar 1918 ebenda) war eine deutsche Pianistin, Komponistin und Musikpädagogin.

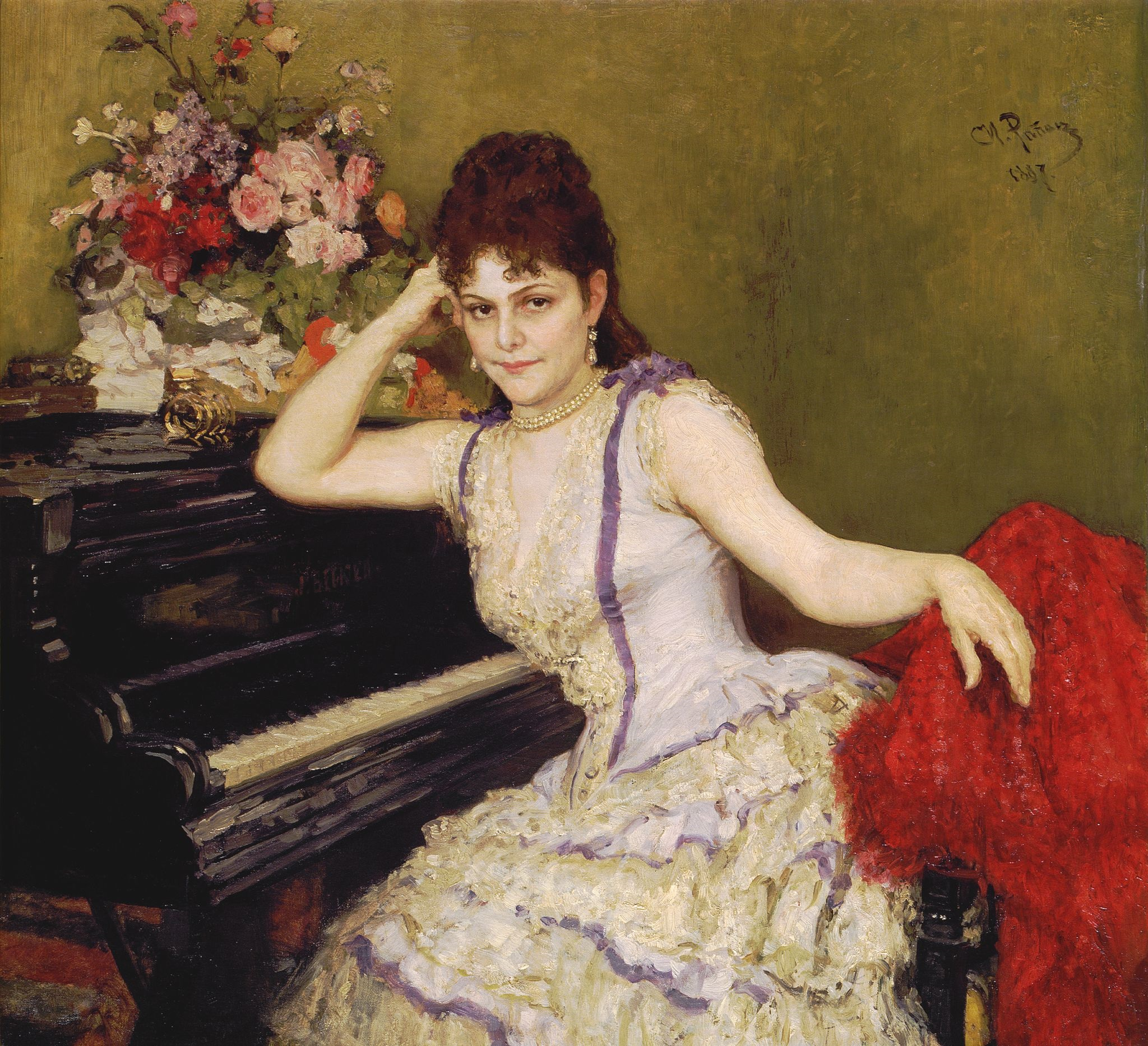
Sophie Menter auf einem Gemälde von Ilja Repin, 1887

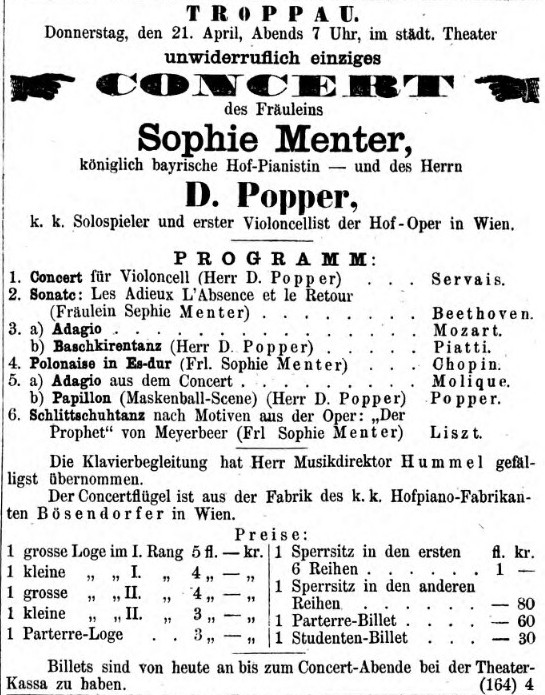
Zeitungsannonce für ein gemeinsames Konzert von Sophie Menter und David Popper am 21. April 1870 im städtischen Theater Troppau

## Leben
Sophie (auch: Sofie) Menter wurde als Tochter des Cellisten Joseph Menter am 29. Juli 1846 in München geboren und begann schon früh unter Anleitung ihrer Mutter und ihrer älteren Schwestern mit dem Klavierspiel. Ihren ersten Unterricht erhielt sie von dem damals in München wirkenden Sigmund Lebert, dem späteren Gründer der Stuttgarter Musikschule. Nach dem Tode ihres Vaters studierte sie ab 1857 am königlichen Konservatorium bei Rheinberger, Leonhard und Julius von Kolb und schließlich privat bei Friedrich Niest bis zu ihrem erfolgreichen Debüt am 24. November 1862 in einem Konzert der Musikalischen Akademie in München. Daraufhin begann sie, eigene Konzerte zu veranstalten und Konzertreisen zu unternehmen, deren längste sie Anfang 1866 in die Schweiz führte. Entscheidend für ihr Bekanntwerden in Norddeutschland wurden zwei Auftritte ein Jahr später im Leipziger Gewandhaus, dem seinerzeit renommiertesten deutschen Konzertsaal, wo sie stürmisch gefeiert wurde. Es folgte ein Besuch in Berlin, bei dem sie mit Carl Tausig bekannt und dessen Schülerin wurde.
1869 lernte sie bei einem Aufenthalt in Wien Franz Liszt kennen, mit dem sie bis zu dessen Tod eng befreundet war. Dieser schätzte Sophie Menter als beste Pianistin ihrer Zeit ein. Sie war aber nicht seine Schülerin, da sie bereits fertig ausgebildet war, als beide sich kennen lernten.
1868 wurde Menter Hofpianistin des Fürsten Konstantin von Hohenzollern-Hechingen in Löwenberg in Schlesien. Am 3. Juni 1872 heiratete sie im Wiener Rathaus den Violoncellisten David Popper (1843–1913). Vor der Eheschließung waren die beiden bereits einige Jahre regelmäßig gemeinsam aufgetreten. Der Wiener Bürgermeister Cajetan von Felder vollzog die Trauung in Anwesenheit von Anton Rubinstein, Joseph Hellmesberger, Johann von Herbeck und Felix Otto Dessoff. Sie wurde nach ihrer Heirat in der Presse üblicherweise Popper-Menter bzw. Menter-Popper genannt. 1885 lebten beide getrennt und reichten fast gleichzeitig Gesuche um Ehescheidung beim Landesgericht für Civilsachen Wien ein. Der Prozess begann am 29. Juli 1885 und wurde Anfang Januar 1886 abgeschlossen.
Grund dafür war wohl, dass Sophie Menter mit einem Kind schwanger war, als sie Popper noch gar nicht gekannt haben soll. Nachfahren von Sophie Menter gaben nachgewiesen an, dass das Kind namens Coelestine (1872–1956) aus einer Affäre mit Franz Liszt aus dem Herbst 1871 stammte. Menter hatte Popper erst im Februar 1872 in Löwenberg wohl intensiver kennengelernt. Menters Urururenkel aus der Verbindung mit Franz Liszt ist der Pianist und Komponist Michael Andreas Häringer, was erst 2018 durch eine Ausstellung zu Menters Leben und Werk durch die Forschungen von Dr. Diemut Boehm bekannt wurde.
Sophie Menter wurde zur k. k. Kammervirtuosin ernannt und war von 1883 bis 1887 Professorin am Sankt Petersburger Konservatorium. Während dieser Zeit knüpfte sie enge Kontakte zu Tschaikowski, Rubinstein und Rimski-Korsakow. Ihr Konzertstück Ungarische Zigeunerweisen geht auf eigene Skizzen zurück, die von Liszt bearbeitet und von Tschaikowski orchestriert wurden.
Von 1887 bis 1902 lebte Sophie Menter auf dem bereits 1884 von ihr erworbenen Schloss Itter in Tirol und ab 1905 in Stockdorf bei München, tourte aber zwischenzeitlich 1879, 1880 und 1882 durch Russland. In Stockdorf errichtete sie 1903 eine Villa im Stil eines russischen Bauernhauses, das vom Volksmund aufgrund ihrer Haustiere „Katzenvilla“ genannt wurde. Ende 1917 zog sie zu ihrer Freundin Alice Ripper nach München, wo sie 1918 verstarb.

„Die berühmte Pianistin Sophie Menter ist […] im Alter von 72 Jahren in der vergangenen Nacht gestorben. ‚So viele nennen sich in der Musik meine Kinder,‘ heißt es in einem Briefe Liszts an den Grafen Apponyi. ‚Sophie Menter aber,‘ setzte der Meister hinzu, ‚ist mein einziges legitimes Kind.‘ Mit der großen Künstlerin, die in ihrer Vaterstadt München der Tod ereilt hat, stirbt eine der bedeutendsten Vertreterinnen der Weimarer Pianistentradition. Bülow und Liszt haben ihr, die aus dem Münchner Konservatorium hervorgegangen war, die letzte Feile ihrer Ausbildung gegeben. Neben Therese Carreno, die ebenfalls während der Kriegswirren vom Tode ereilt wurde, hatte sie sich in die Reihe der allerersten Pianistinnen emporgeschwungen, die nach dem Tode Klara Schumanns berühmt geworden sind. War die Spanierin feurig und temperamentvoll rassig, so fesselte Sophie Menter durch ihre Noblesse und die ruhige Plastik ihres Spiels. Fürsten haben ihr gehuldigt und  sie mit kostbaren Geschenken überhäuft. Durch ganz Europa, nach Amerika, ja bis nach Persien haben sie ihre Konzertreisen geführt, die ihr ein großes Vermögen eingetragen haben. […] Gelegentlich hatte sich Sophie Menter auch als Komponistin versucht und die Musik zu einem Märchenballett geschrieben. Ihre Leichenfeier findet morgen nachmittag aus dem südlichen Friedhof in München statt.“

## Grabstätte

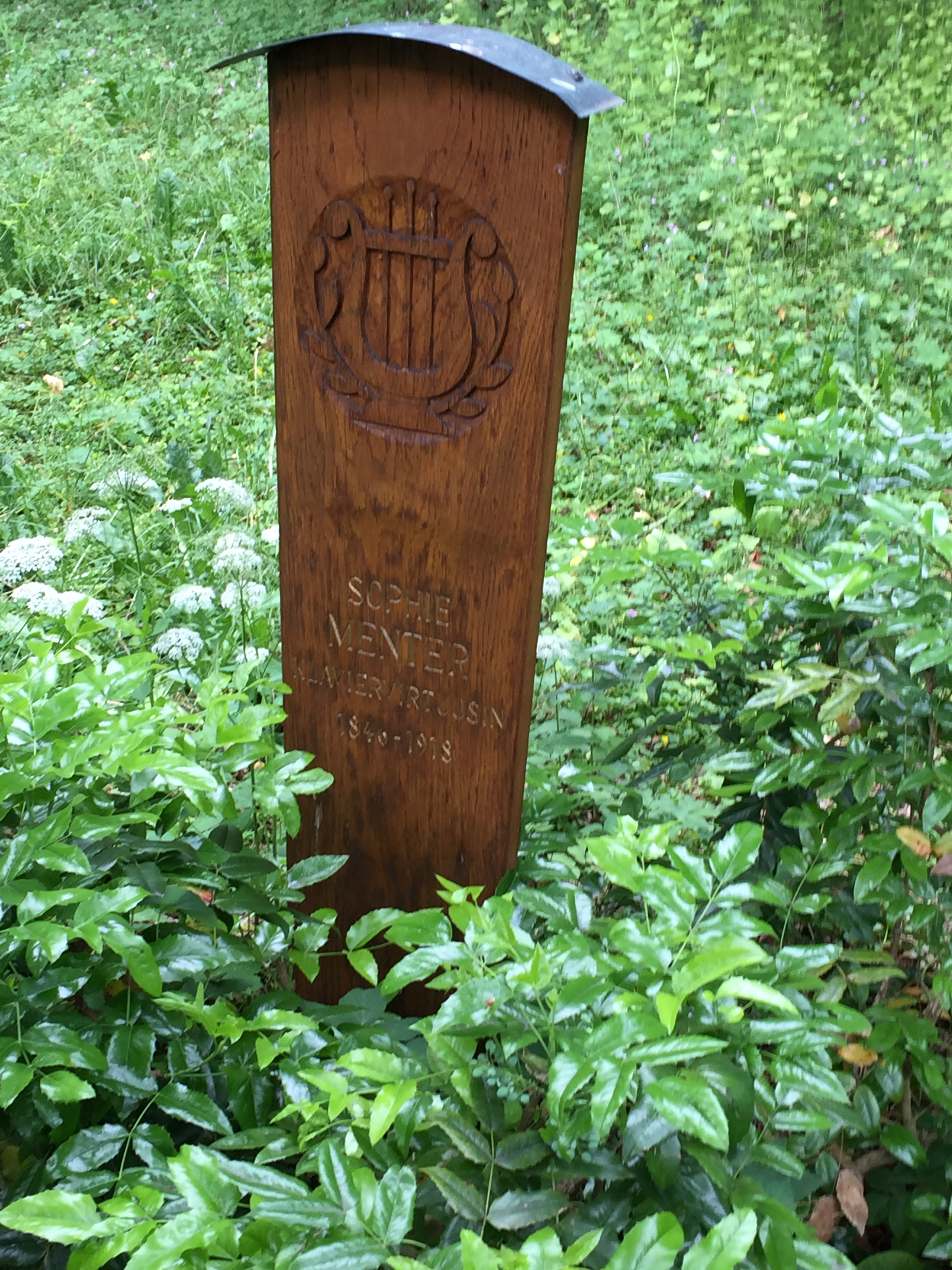
Grab von Sophie Menter auf dem Alten Südlichen Friedhof in München

Die Grabstätte von Sophie Menter befindet sich auf dem Alten Südlichen Friedhof in München (Gräberfeld 5 – Reihe 2 – Platz 35) Standort.

## Ehrungen
Sophie Menter wurde als erste Frau Ehrenmitglied der Philharmonischen Gesellschaft in London. Der Musikverein Innsbruck ernannte sie ebenfalls zu seinem Ehrenmitglied.
Nach ihr sind die Sofie-Menter-Straße in der Künstlerkolonie Stockdorf und die Menterstraße in München benannt.

## Werke (Auswahl)
- Ungarische Zigeunerweisen für Klavier und Orchester (Uraufführung 1893 in Odessa)
- Tarantella op. 4 für Klavier solo (1907)
- Romanze op. 5 für Klavier solo (1907)
- Mazurka op. 6 für Klavier solo (1909)
- Petite valse op. 7 für Klavier solo (1909)
- Etude en sextes op. 8 für Klavier solo (1910)
- Etüde As-Dur op. 9 für Klavier solo (1910)
- Consolation op. 10  für Klavier solo (1911)
- Walzer o. op. (Claudio Arrau gewidmet) für Klavier solo

## Weblinks

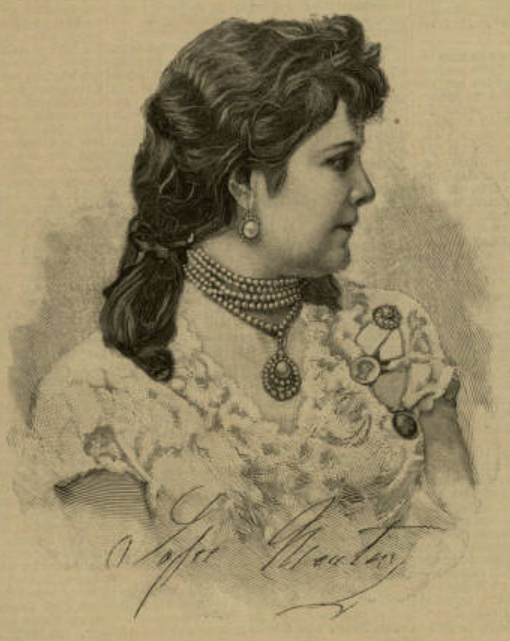
Sophie Menter (1846–1918), Abbildung in der Neuen Musik-Zeitung 1888, 9. Jg., Nr. 5, S. 53

## Schüler (Auswahl)
- Fay Foster
- Wassili Lwowitsch Sapelnikow
- Ernst Riemann